# Tresteg för damer vid inomhusvärldsmästerskapen i friidrott 2022
Damernas tresteg vid inomhusvärldsmästerskapen i friidrott 2022 hölls den 20 mars 2022 på Štark arena i Belgrad i Serbien. 16 tävlande från 14 nationer deltog. Samtliga tävlande fick göra tre hopp och de åtta med bäst resultat fick därefter göra ytterligare tre hopp.
Yulimar Rojas från Venezuela vann guldet med ett världsrekord på 15,74 meter. Silvermedaljen togs av ukrainska Maryna Bech-Romantjuk med ett personbästa på 14,74 meter och bronset gick till jamaicanska Kimberly Williams som gjorde ett säsongsbästa på 14,62 meter.

## Resultat
Finalen startade klockan 11:00.
| Placering | Idrottare             | Nationalitet | #1      | #2      | #3      | #4      | #5      | #6      | Resultat | Noteringar |
| --------- | --------------------- | ------------ | ------- | ------- | ------- | ------- | ------- | ------- | -------- | ---------- |
| 1         | Yulimar Rojas         | Venezuela    | 15,19 m | x       | 15,04 m | x       | 15,36 m | 15,74 m | 15,74 m  | 0VR0       |
| 2         | Maryna Bech-Romantjuk | Ukraina      | 14,28 m | 14,07 m | x       | x       | x       | 14,74 m | 14,74 m  | 0PB0       |
| 3         | Kimberly Williams     | Jamaica      | 14,59 m | x       | 14,40 m | 13,79 m | x       | 14,62 m | 14,62 m  | 0SB0       |
| 4         | Thea LaFond           | Dominica     | 14,53 m | x       | 13,81 m | 13,84 m | 14,43 m | x       | 14,53 m  |            |
| 5         | Liadagmis Povea       | Kuba         | 14,16 m | 14,37 m | 14,22 m | 14,43 m | 14,45 m | 14,15 m | 14,45 m  | 0SB0       |
| 6         | Patrícia Mamona       | Portugal     | 14,27 m | 14,24 m | 14,42 m | x       | x       | 14,42 m | 14,42 m  | 0SB0       |
| 7         | Keturah Orji          | USA          | 14,25 m | 14,35 m | 14,39 m | 14,19 m | 14,42 m | 14,36 m | 14,42 m  | 0SB0       |
| 8         | Ana Peleteiro         | Spanien      | 14,30 m | 14,08 m | x       | 14,25 m | x       | 13,60 m | 14,30 m  | 0SB0       |
| 9         | Kristiina Mäkelä      | Finland      | x       | x       | 14,14 m |         |         |         | 14,14 m  | 0SB0       |
| 10        | Neja Filipič          | Slovenien    | 14,13 m | x       | 13,83 m |         |         |         | 14,13 m  | 0SB0       |
| 11        | Leyanis Pérez         | Kuba         | 13,76 m | x       | 13,99 m |         |         |         | 13,99 m  |            |
| 12        | Neele Eckhardt-Noack  | Tyskland     | x       | 12,40 m | 13,96 m |         |         |         | 13,96 m  |            |
| 13        | Tori Franklin         | USA          | 13,89 m | 13,63 m | 13,71 m |         |         |         | 13,89 m  |            |
| 14        | Hanna Minenko         | Israel       | x       | 13,83 m | x       |         |         |         | 13,83 m  |            |
| 15        | Dariya Derkach        | Italien      | 13,67 m | x       | 13,61 m |         |         |         | 13,67 m  |            |
| 16        | Jovana Ilić           | Serbien      | 13,09 m | 13,36 m | 13,00 m |         |         |         | 13,36 m  |            |